# Pasożyty lęgowe

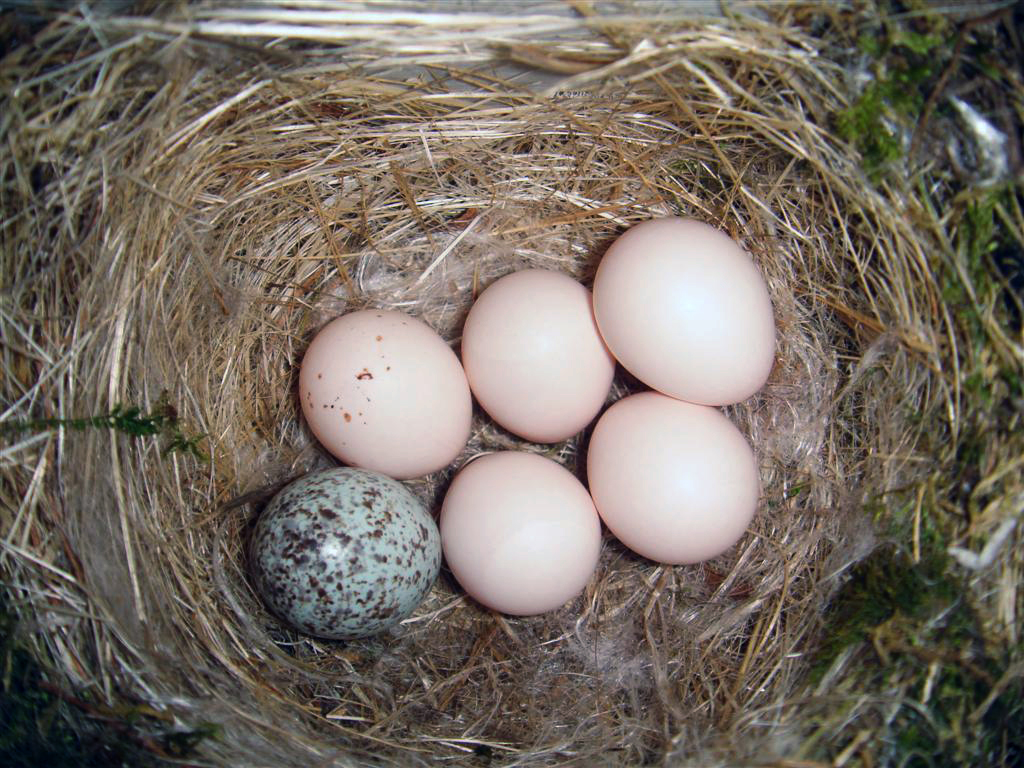
Jajo starzyka brunatnogłowego wśród jaj fibika oliwkowego

Pasożyty lęgowe – zwierzęta wykorzystujące rodziców innego gatunku do wylęgu swojego potomstwa, np. kukułka zwyczajna, giętkoząb cętkowany. Najczęściej pasożytami lęgowymi są ptaki, a najbardziej znanym przykładem są kukułki. Jednak pasożytnictwo lęgowe występuje także u wielu innych rodzin, między innymi u miodowodów, starzyków, kaczkowatych oraz wdówek.
Nie zawsze pasożyt lęgowy eliminuje przybrane rodzeństwo usuwając je z gniazda, jak ma to miejsce u kukułek. Czasem wychowuje się wraz z potomstwem gospodarza pełniąc też pozytywną rolę – jak u pewnego gatunku kacyków (starzyk wielki), którego pisklęta pomagają usuwać larwy gzów ptasich u piskląt kacykowców grubodziobych, z którymi się wychowują.